# 東京造形大学の人物一覧
東京造形大学の人物一覧（とうきょうぞうけいだいがくのじんぶついちらん）は、東京造形大学に関係する人物の一覧記事。

## 歴代学長
- 桑沢洋子 (1966 - 1972)
- 阿部公正 (1973)
- 鈴木二郎 (1980 - 1983)
- 豊口協 (1984 - 1991)
- 白澤宏規 (2000 - 2007)
- 諏訪敦彦 (2008 - 2012)
- 山際康之 (2017 - 2025)
- 生嶋順理 (2025 -    )

## 教員

### 現職
- 浅葉克己 - グラフィックデザイナー
- 池上英洋 - 美術史家
- 上田知正 - 建築家
- 大塚いちお - イラストレーター、アートディレクター
- 沖啓介 - メディアデザイン
- 葛西薫 - アートディレクター
- 叶精二- 映像研究家
- 木船徳光 - アニメーション作家、IKIF+代表取締役
- 越村勲 - 東欧史学者、東欧史研究会委員長
- 後藤仁 - 日本画家（アジアの美人画）、絵本画家
- 後藤隆幸 - アニメーター
- 四方幸子 - メディアデザイン
- 鈴木マサル - テキスタイルデザイナー
- ペドロ・コスタ - 映画監督（客員教授）
- 鷹野隆大 - 写真家
- 田中功起 - 美術家
- 野老朝雄 - デザイナー、アーティスト
- 永井裕明 - アートディレクター
- 中里和人 - 写真家
- 中村宏 - 画家
- ホンマタカシ - 写真家
- 前田朗 - 法学者
- 美澤修 - グラフィックデザイナー
- 森まさあき - アニメーション作家
- 保井智貴 - 彫刻家
- ヤマザキマリ - 漫画家
- 山際康之 - 工学者、サステナブルデザイン
- 若見ありさ - アニメーション作家
- 渡部千春 - デザインジャーナリスト
- 和田敏克 - アニメーション作家
- 長谷部愛 - 気象予報士

### 退職
- 青葉益輝 - グラフィックデザイナー
- 秋田寛 - グラフィックデザイナー
- 石元泰博 - 写真家
- 内田繁 - インテリアデザイナー
- 大辻清司 - 写真家
- 岡村多佳夫 - 美術評論家
- 沖健次 - インテリアデザイナー
- かわなかのぶひろ - 映像作家
- 佐藤忠良 - 彫刻家
- 須藤玲子 - テキスタイルデザイナー
- 高梨豊 - 写真家
- 長友啓典 - グラフィックデザイナー
- 益田文和 - インダストリアルデザイナー
- 松谷彊 - 美術評論家

## 出身者

### 彫刻家
- 上原三千代 - 彫刻家
- 北郷悟 - 彫刻家、東京芸術大学名誉教授、秋田公立美術大学理事長兼学長
- 笹戸千津子 - 彫刻家
- 鈴木厚 - 彫刻家、陶芸家
- 鈴木武右衛門 - 彫刻家
- 棚田康司 - 彫刻家
- はしもとみお - 彫刻家
- 舟越桂 - 彫刻家、東京造形大学客員教授
- 津野充聡 - 彫刻家
- セツ・スズキ - 彫刻家

### 立体造形作家
- 渡辺おさむ - フェイククリームアーティスト
- 瀬畑亮 - セロテープアート作家

### 映画監督
- 秋山貴彦 - 『HINOKIO』『ブラックナイト』4Dブレイン代表取締役、東京造形大学元特任教授
- 稲葉雄介 - 『君とママとカウボーイ』『アリエル王子と監視人』
- 五十嵐耕平 - 『息を殺して』『泳ぎすぎた夜』
- 犬童一心 - 『ジョゼと虎と魚たち』『タッチ』『眉山』『ゼロの焦点』『のぼうの城』
- 北浦嗣巳 - 『ウルトラマンコスモス2 THE BLUE PLANET』『ウルトラマンコスモスVSウルトラマンジャスティス THE FINAL BATTLE』
- 鈴木卓爾 - 『私は猫ストーカー』『ゲゲゲの女房』
- 諏訪敦彦 - 『2/デュオ』『不完全なふたり』『ユキとニナ』
- 筒井武文 - 『オーバードライヴ』『孤独な惑星』
- 矢口史靖 - 『ウォーターボーイズ』『スウィングガールズ』『ハッピーフライト』『ロボジー』
- 吉田光希 - 『症例Ｘ』『家族Ｘ』『ヴァージン　ふかくこの性を愛すべし』『トーキョービッチ，アイラブユー』『三つの光』
- 渡辺大知 - 『モーターズ』、黒猫チェルシー（バンドボーカル）、俳優

### 映像作家
- 丹下紘希

### 美術家
- 生嶋順理 - 版画家、東京造形大学教授
- 柴田俊明 - 画家、新制作協会協友
- 中村愼一 - 画家、日本美術家連盟会員、現代美術家協会委員
- 高橋天山 - 日本画家
- 田中功起 - 映像/立体/インスタレーション作家
- Mrs.Yuki - アーティスト
- 梅津庸一 - 美術家、美術共同体「パープルーム」主宰

### 写真家
- 島尾伸三
- 西山芳一
- 糸崎公朗

### デザイナー
- 秋田寛 - グラフィックデザイナー
- 榎本文夫 - ファニチャーデザイナー、駒沢女子大学教授、榎本文夫アトリエ代表
- 近藤康夫 - インテリアデザイナー、東京造形大学特任教授
- 渋谷城太郎 - ミュージアムデザイナー、ミュゼグラム代表取締役、空間ディレクター
- 志村リョウ - デザイナー、造形作家
- 益田文和 - インダストリアルデザイナー
- 三原昌平 - プロダクトデザイナー
- 神原秀夫 - プロダクトデザイナー『カドケシ
- 野老朝雄 - デザイナー『2020年夏季オリンピック・パラリンピックのエンブレム』、アーティスト
- 森次慶子 - キャラクターデザイナー（元ゲームフリーク社員）、画家
- 山本清 - テキスタイルデザイナー
- 山本卓身 - カーデザイナー

### アニメーション
- 大河原邦男 - メカニックデザイナー、「機動戦士ガンダム」など
- 吉葉龍志郎 - アニメーション作家、映像作家、ディレクター
- 木船徳光 - アニメーション作家、IKIF+代表取締役
- 前田真宏 - アニメーションスタジオ「ゴンゾ」取締役、漫画家
- 山村浩二 - アニメーション作家、東京造形大学客員教授、『頭山』など
- 大山慶 - アニメーション作家
- 内田健二 - アニメプロデューサー、サンライズ代表取締役
- 糸曽賢志 - アニメーション作家、演出家
- 山下諒 - ポプテピピックPOP TEAM 8BITパート
- obetomo - アニメーション作家、イラストレーター

### ゲームクリエーター
- 伊藤裕之 - ゲームクリエイター、スクウェア・エニックス所属
- 岩元辰郎 - ゲーム原画・デザイナー/『逆転裁判』『逆転検事』キャラクターデザイナー
- 長木一記 - ゲームプロデューサー・デザイナー/『ケータイ少女』プロデューサー、ジー・モード所属
- 名越稔洋 - ゲームプロデューサー/『龍が如く』プロデューサー、セガゲームス・セガ・インタラクティブ所属
- 外山圭一郎 - ゲームクリエイター / 『SILENT HILL』『SIREN』『GRAVITY DAZE』ディレクター、Bokeh Game Studio所属

### 絵本作家
- 新井洋行 - 絵本作家、デザイナー
- かのうかりん - 絵本作家
- 高畠那生 - 絵本作家
- どいかや - 絵本作家、『チリとチリリ』

### ミュージシャン
- 草野マサムネ - スピッツ（ボーカル、ギター）、中退（武蔵野美術大学に編入）
- 田村明浩 - スピッツ（ベース、リーダー）、中退
- 直枝政広 - カーネーションヴォーカル
- 渡辺大知 - 黒猫チェルシー（ボーカル）、俳優、映画監督『モーターズ』
- 丸山史朗 - ギタリスト、FLYING KIDS
- 金剛地武志 - ミュージシャン、俳優、yes, mama ok?
- 佐藤純一 - 作編曲家、fhána（キーボード、リーダー）

### 小説家
- 仁志耕一郎 - 『玉兎の望』『無名の虎』など、第10期生

### 漫画家
- 尾崎弘宜
- キューライス -『ネコノヒー』、『スキネズミ』、『スキウサギ』、『悲熊』など
- 熊倉隆敏 - 『もっけ』
- 貞本義行 -『新世紀エヴァンゲリオン』など
- 柴本翔
- 滝沢聖峰 - 戦記漫画を主に手がける
- 戸田尚伸
- とよ田みのる - 『ラブロマ』『金剛寺さんは面倒臭い』
- 町田ひらく - 『黄泉のマチ』など
- 宮田紘次
- 山田孝太郎
- ヱシカ/ショーゴ
- ビブオ
- 真造圭伍 - 『森山中教習所』『ぼくらのフンカ祭』『みどりの星』
- 小林裕美子 - 『美大デビュー』

### 脚本家
- 滝沢敏文 - アニメーション監督
- 米村正二 『ポケットモンスター』シリーズ 『それいけ!アンパンマン』シリーズ 『ルパン三世』など

### 諸分野
- 井上雅義 - ジャーナリスト
- 上野淑美 - 絵画修復技術者、ラビエンテ修復芸術学院講師
- 内田健二 - サンライズ代表取締役会長
- 大野郁彦 - デンバー総領事、外務省日韓交流室長
- 開沼豊 - 放送作家、脚本家、演出家、コピーライター
- くるまどあきこ - 声優、キャラクターデザイナー
- 金剛地武志 - ミュージシャン、俳優
- 佐藤さい子 - 舞台美術家
- 山遊亭金太郎 (4代目) - 落語家
- 鈴木康広 - アーティスト
- スタパ齋藤 - デバイス系ライター
- セクシーJ - お笑い芸人、オフィス北野
- 谷一郎 - CMディレクター
- 垂井ひろし - イラストレーター、ミュージシャン
- 徳井青空 - 声優、漫画家
- 西E田 - イラストレーター
- 橋本芳子 - 細棹三味線演奏家
- 平方宏明 - CMディレクター、作詞家、ハラッパ！/halappa.jp代表
- 福山知沙 - アナウンサー
- 三角みづ紀 - 詩人
- 三輪一雄 - イラストレーター
- 山口圭二 - 3DCGクリエイター
- 山本タカト - イラストレーター
- 渡部千春 - デザインジャーナリスト
- AZI a.k.a. 橋本悠一郎 - グラフィティアーティスト、クリエイティブディレクター、モデル
- VJ WADAKEN - VJ、アーティスト
- 長場雄 - イラストレーター
- 高松太一郎 - クチュールデザイナー、ビスポークテーラー
- 中野圭 -  シュルレアリスト、大阪芸術大学准教授[1][2]

### 中退者
- 上田高弘 - 美術評論家、立命館大学教授
- 内原恭彦 - 写真家
- 菅野博之 - 漫画家、神戸芸術工科大学准教授
- 草野マサムネ - スピッツボーカル
- 草彅琢仁 - イラストレーター、漫画家、『グランディア』、『SAMURAI 7』キャラクターデザインなど
- 鈴木一誌 - グラフィックデザイナー、映画批評家
- 田村明浩 - スピッツベーシスト
- とちぼり木 - 劇作家、ゲームシナリオライター
- 村上良子 - 紬織作家、倉敷芸術科学大学教授
- 山本かな - イラストレーター、漫画家
- 米塚尚史 - 特殊メイク、特殊造型